# Muhammad ibn Idris
Muḥammad ibn Idrīs (... – 836) fu il terzo sultano della dinastia idriside, figlio di Idris II. Muḥammad ibn Idrīs (in arabo مُحَمَّد بن إِدرِيس‎? ; in berbero ⵎⵓⵃⵎⵎⴷ) regnò sul Maghreb al-Aqsa (l'attuale Marocco) dall'828 fino alla sua morte.

## Biografia
Muhammad ben Idrîs è uno dei figli di Idrîs II, a cui succede come sultano idrisside nell'828. Regna fino alla sua morte nell'836.
Secondo Ibn Abi Zar, la madre di Muhammad ben Idris era una berbera della tribù dei Nefoussa. Fisicamente, il giovane principe viene descritto come un uomo biondo con capelli ricci.
Su consiglio della nonna Kanza divise il regno tra i suoi fratelli maggiori (erano in undici) mantenendo per sé la regione della città di Fès. La distribuzione fu la seguente:
- al-Qāsim ottenne Tangeri e al-Baṣra
- ʿUmar ebbe le regioni abitate dai berberi Sanhaja e il Rif
- Dāwūd ebbe le regioni abitate dalle tribù Hawwara, a est della città di Taza
- Yaḥyā ebbe le regioni di Day
- ʿĪsā, ebbe Wazekkur, Tamesma e Chella
- Ḥamza ebbe i territori vicini a Volubilis (Walili)
- ʿUbayd Allāh ottenne le regioni delle tribù Lamtuna

Il resto dei principi era troppo giovane e rimasero sotto la tutela della madre e del fratello maggiore Muḥammad.

Un cugino di Muḥammad, Sulaymān ibn Muḥammad ibn ʿAbd Allāh, si ritagliò un feudo indipendente a Tlemcen. Anche il fratello ʿĪsā si ribellò contro Muḥammad, costringendo quest'ultimo a chiedere il sostegno del fratello al-Qāsim, il signore di Tangeri, che si rifiutò di aiutarlo. Allora chiese aiuto ad un altro fratello, ʿUmar, il signore del Rif, che attaccò Wazekkur costringendo ʿĪsā a fuggire a Salé. ʿUmar poi marciò contro Tangeri per punire al-Qāsim, considerato anch'esso traditore della dinastia, costringendolo a fuggire ad Assilah. Muḥammad dette la regione di Tangeri ad ʿUmar in segno di gratitudine. 
Questa delega di poteri ai suoi fratelli si tradurrà successivamente, nelle generazioni successive, in una disgregazione della parte del Maghreb sotto l'autorità degli Idrissidi.
Muhammad ben Idrîs morì nell'836 e gli succedette al trono il figlio ʿAlī b. Muḥammad, che aveva soli nove anni. Quest'ultimo viene sostituito da un altro dei suoi figli, Yahya b. Muhammad, dall'848 all'864.